# Бетані (Оклахома)
Бетані (англ. Bethany) — місто (англ. city) в США, в окрузі Оклахома штату Оклахома. Населення — 20 831 особа (2020).

## Географія
Бетані розташоване за координатами 35°30′26″ пн. ш. 97°38′30″ зх. д. / 35.50722° пн. ш. 97.64167° зх. д. (35.507175, -97.641734).  За даними Бюро перепису населення США в 2010 році місто мало площу 13,54 км², уся площа — суходіл.

## Демографія
Згідно з переписом 2010 року, у місті мешкала 19 051 особа в 7639 домогосподарствах у складі 4721 родини. Густота населення становила 1407 осіб/км².  Було 8673 помешкання (640/км²).
Расовий склад населення:
| - 77,6 % — білих - 5,6 % — чорних або афроамериканців - 3,0 % — корінних американців - 1,3 % — азіатів - 0,1 % — вихідців з тихоокеанських островів - 7,3 % — осіб інших рас |

До двох чи більше рас належало 5,0 %. Частка іспаномовних становила 13,4 % від усіх жителів.
За віковим діапазоном населення розподілялося таким чином: 23,2 % — особи молодші 18 років, 60,0 % — особи у віці 18—64 років, 16,8 % — особи у віці 65 років та старші. Медіана віку мешканця становила 36,4 року. На 100 осіб жіночої статі у місті припадало 94,3 чоловіків;  на 100 жінок у віці від 18 років та старших — 89,1 чоловіків також старших 18 років.
Середній дохід на одне домашнє господарство  становив 52 992 долари США (медіана — 42 644), а середній дохід на одну сім'ю — 63 974 долари (медіана — 54 913). Медіана доходів становила 38 502 долари для чоловіків та 31 166 доларів для жінок. За межею бідності перебувало 17,1 % осіб, у тому числі 27,6 % дітей у віці до 18 років та 3,8 % осіб у віці 65 років та старших.
Цивільне працевлаштоване населення становило 9005 осіб. Основні галузі зайнятості: освіта, охорона здоров'я та соціальна допомога — 17,8 %, роздрібна торгівля — 15,7 %, науковці, спеціалісти, менеджери — 11,8 %, виробництво — 8,9 %.